# Little Canfield
Pour les articles homonymes, voir Canfield.
Little Canfield est un village et une paroisse civile de l'Essex, en Angleterre.